# 尻垂坂の戦い
尻垂坂の戦い（しりたれざかのたたかい）は、元亀3年（1572年）9月初旬に越中国尻垂坂（現 富山県富山市西新庄）において、上杉謙信軍が加賀一向一揆・越中一向一揆連合を破った戦い。ただし、上杉軍と一揆勢の主力が激突した野戦の舞台が尻垂坂であったことを示す一次史料が存在するわけではなく、文献によっては富山城の戦いと表記される。

## 概要
加賀・越中など北陸の一向一揆は、織田信長と戦った石山本願寺の一向一揆と同様に大量の鉄砲を保有しており、また一向宗の宗徒で構成されていたため団結力も強固であった。謙信にとって一向一揆は、武田信玄や北条氏康に次ぐ強敵であった。謙信はこの尻垂坂の戦いを含む前後一連の戦いでの勝利により、越中において一揆等の反上杉勢力に対する優位が決定的となり、主導権を確立して後に越中を平定。京への上洛を目指す道を拓いた。

## 上杉謙信と越中一向一揆の対立
越中は元来、加賀・越前等、他の北陸道の国と同様、一向一揆が強固な勢力を持つ国であった。越後の上杉謙信の祖父・長尾能景や父・長尾為景は、越中一向一揆と激しい戦いを繰り広げてきた。謙信が越後守護代として家督を相続し、さらに越後国主になって以降も越中一向一揆との対立は続いた。北信濃・川中島において謙信と敵対した甲斐の武田信玄は、謙信の背後を牽制するため、加賀一向一揆・越中一向一揆を扇動した。
弘治2年（1556年）8月23日、謙信の家臣、箕冠城主・大熊朝秀は信玄に通じて謀反を起こし、一揆勢を率いて越中から越後へ攻め入ったが、謙信は上野家成を派遣し、これを破っている。（駒帰の戦い）
永禄3年（1560年）3月29日、謙信は、一揆勢と結び勢力を拡大する越中守護代・神保長職を、その居城・富山城に攻め勝利を収めている。しかし謙信が関東へ出陣し、相模の北条氏康と戦っている間、長職は再起して攻勢に出た。同5年（1562年）9月、謙信は長職を増山城に攻め、降伏させた。
永禄11年（1568年）、謙信は、先年家臣団の反逆により追放されていた能登守護・畠山義綱の復権を支援するため、越中へ侵攻。放生津で一揆勢と対陣しつつ、3月16日に守山城へ攻撃を開始した（放生津の戦い）。
これに対し、越中一向一揆の頭領である勝興寺（安養寺御坊）の顕栄は、加賀一向一揆の頭領・金沢御坊の坪坂包明（坪坂伯耆守）に、謙信の越中侵攻を報じ、警戒を呼びかけた（『勝興寺文書』）。25日、謙信の家臣で揚北衆の本庄繁長が本国・越後で反乱を起こしたとの知らせが入り（本庄繁長の乱）、攻撃を中止。越後へ引き返し鎮圧に向かう謙信の背後を突くべく、顕栄は反撃に出ている。なお顕栄の息子・顕幸も父に従い謙信と長年争っていたが、後に大阪石山本願寺籠城に加わり織田信長とも戦っている（石山合戦）。
翌・永禄12年（1569年）、本庄繁長の乱を鎮圧した謙信は大軍を率いて、前年に離反し一向一揆と結んだ越中守護代・椎名康胤の立て籠もる松倉城を百日間に渡り攻撃した。しかし越中三大山城に数えられる松倉城の守りは堅く、また関東の不穏な情勢もあり落とすことが出来なかった。（松倉城の戦い）
元亀2年（1571年）2月から3月にかけて、謙信は2万8千の大軍を率いて越中へ出兵し、数年に渡り頑強に抵抗してきた松倉城を落城させた。さらに敵方となっていた富山城・新庄城・守山城等、多数の城を攻め落とし、越中の東部から中部、さらに西部にまで破竹の勢いで進撃し、椎名康胤や一揆勢を圧倒した。

## 越中一向一揆と加賀一向一揆の合流
元亀2年（1571年）4月28日、武田信玄の後継者である武田勝頼は北陸における一向一揆の主将・杉浦玄任（杉浦壱岐守）に書状を送り、加賀・越中の一向一揆が協力して謙信に対抗するよう求めた。信玄は、上洛する上で背後の敵である謙信を牽制する必要があった。このため信玄は石山本願寺の顕如に、越中で一向一揆が謙信に対し蜂起するよう要請している。
翌・元亀3年（1572年）5月、顕如より総大将に任命された杉浦玄任率いる加賀一向一揆が謙信に対して挙兵し、これに呼応して越中一向一揆の拠点である勝興寺・瑞泉寺が一斉に蜂起した。杉浦玄任は永禄10年（1567年）に越前に侵攻し、朝倉義景との戦いで勇名を馳せた名将であった。また勝興寺を率いていたのは顕栄、瑞泉寺を率いていたのは第七世住職・顕秀であった。さらに椎名康胤と神保長城（神保長職の子）も一揆勢に味方する。これに対し謙信は、関東・上野において信玄及び相模の北条氏政と対立していたため、自ら出馬できず。上杉家家臣である越中の鎮将・河田長親は、一揆勢に対抗するため吉江忠景を派遣。5月19日、忠景は太田保本郷（現・富山市）に陣を張った。越中一向一揆は加賀一向一揆と合流、3万を越える大軍に膨れ上がった一揆勢は23日、河上五位庄（現・高岡市）に陣を張った。上杉方の前線基地・日宮城（火宮城とも。現・射水市）は一揆勢から激しい攻撃を受け、城兵の鉄砲の弾薬が不足するなど危機的状況に陥った。同日、守将の神保覚広・小島職鎮等は、新庄城（現・富山市）の鰺坂長実に後詰めを求めている。
上杉方諸将の鰺坂長実・河田長親・山本寺定長は談合して日宮城の救援に向かい西進、神通川を越え五服山にて6月15日、一揆勢の大軍と衝突した（五福山の戦い）。
上杉軍は奮戦するも衆寡敵せず後退、新庄城へ退却する途中の神通川渡し場において一揆勢の猛追を受け、大敗を喫した。
援軍を期待できなくなり孤立した日宮城は、その日の内に降伏開城し、守将の神保覚広や小島職鎮は能登の石動山天平寺へ逃れた。一揆勢の勢いは止まらず、神通川西岸の白鳥城、東岸の富山城をも陥落させる。7月29日には上杉方の山浦国清（信濃葛尾城主・村上義清の嫡男）の陣を攻撃、上杉方は河田長親が救援に駆けつけ数十人を討ち捕らえるも、上杉軍は多くの負傷者を出している。一揆勢は、これら一連の大攻勢により、越中の西部から中部にまで勢力を拡大。上杉軍は苦戦し、日宮城に代わって上杉方の前線基地となった越中中部の拠点・新庄城は、落城の危機に陥った。

## 上杉謙信の出陣
越後にいた謙信は、越中での戦況を憂慮。7月、北条氏政が関東・上野に攻め入ったが、これには養子の長尾顕景（後の上杉景勝）率いる上田衆（上田長尾家の軍勢）を派遣することで対処。8月6日、自身は関東への出陣を取り止め、越中への出陣を決意（『歴代古案』）。信濃口には武田軍の侵入に備えて守備隊を配置し、10日、自ら約1万の上杉軍本隊を率いて越中へ出陣した（『栗林文書』）。18日には新庄の山の根に着陣、先着の上杉軍と合流したことで大軍となり、兵力で一揆軍に対抗できるようになった。これにより、富山に陣を張り新庄城を攻め立てる杉浦玄任率いる一揆勢に対し、劣勢を挽回し始めた。しかし、謙信が9月13日に家臣・栗林政頼へ送った書状（『栗林文書』）に「自敵大軍与見申侯」と書いている通り、敵の一揆勢は未だ大軍であり、また一向宗を信仰する団結力強固な集団であった。さらに謙信が後発部隊に対し、一揆勢の鉄砲に注意するよう書状に記したように、鉄砲を数多く揃えていたため、新庄城での攻防は一進一退となった。一方の玄任も、謙信着陣に対抗して8月20日、金沢御坊にいた加賀一向一揆の頭領・坪坂包明（坪坂伯耆守）に対し、加賀南部二郡（能美郡・江沼郡）からの援軍派遣を要請している（『寸金雑録』）。31日、瑞泉寺顕秀は、この日の夜、銃撃戦があったと坪坂包明に報告しており（『加能越古文叢』）、戦いの激しさが窺い知れる。
その後、新庄城と富山城の間の尻垂坂（現在、この地名は残っていない）で両軍が激突したとされ（『新庄町史』他）、具体的な戦況（「両軍が激突したところから秋霖がひどく降り、続出した戦死者の流血によって、びや川の流れが真赤に染まった」云々）を記した文献も存在するものの（『戦国合戦大事典』他）、野戦の舞台が尻垂坂であったことは一次史料では裏付けられない。唯一、天保年間成立とされる『越中旧事記』が「尻たれ坂」という地名を挙げて「其節合戦の街なり」と記してはいるものの、戦いの詳細は窺い知れない。また同書には現在、富山市西新庄の正願寺前の入会地にある「薄地蔵」について「或說に右尻垂坂合戦の刻越後景虎首実検いたされ直に其所へ穴を掘首を埋め其處に石塔を建られし其石塔なりと云ふ」としているものの、2007年に富山市埋蔵文化財センターが行なった調査の結果、この石地蔵にはこの地で合戦があったとされる元亀3年の14年前の弘治4年4月16日という年紀が刻印されていることが確認され、尻垂坂の戦いとは何の関係もないことが明らかになっている。
なお、両軍の間で戦闘があったこと自体を伝える史料としては一揆方の高桑吉政が坪坂新五郎（坪坂伯耆守の子）に戦況を報告した9月9日付け書簡がある（『坪坂文書』）。ただし、この書簡では一揆方が大利を得た（得大利候）ということになっており、その後の展開と辻褄が合わない内容となっている（『坪坂文書』には他にも9月17日、9月21日付けで上杉謙信退散の風聞を記した書簡が収められている）。
9月17日未明、富山城の一揆勢は小旗をたたんで日宮城方面に退去し始める。その晩には、飛騨高原諏訪城主の江馬輝盛が謙信の要請を受けて出陣しており、山浦国清が出迎えている（『上杉文書』）。上杉軍は神通川を越え西進し、翌18日、一揆方の滝山城（別称・富崎城で現・富山市旧婦中町）にも攻撃を開始した。上杉軍は廻輪（くるわ）を破り実城（みじょう）だけにしたため、籠城していた水越氏は河田長親の役所へ投降。謙信はこれを助命した上で城内を焼き払い、23日に破却している。10月1日、富山城が落城。18日には一揆方の椎名康胤が降伏を申し出るが、謙信はこれを許さず、越後に帰国した（『歴代古案』）。

## 合戦後の経過
尻垂坂の戦い等、一連の攻防で越中中部から駆逐された加賀・越中一向一揆は、これ以降勢力を衰退させていった。元亀4年（1573年）正月、一向一揆は和平を提案したため、越中在陣の謙信は和議を結んだ。この和議をきっかけに、椎名康胤は長尾顕景（後の上杉景勝）・栗林政頼らを介して謙信に再び許しを請い、これを認められた。結果、松倉城 (越中国)が開城した。
謙信は、富山城を押さえ帰路につくが、その途中で武田信玄の使者・長延寺実了の画策により、一揆勢が富山城を占領。謙信は即座に引き返し、富山城を奪還。康胤を再び降伏させた。一揆勢は神通川を渡河して敗走。これにより神通川以東は、完全に謙信の支配下となった。4月25日に謙信は越後に帰国している。
同年7月から8月にかけて、謙信は再度越中へ出陣し、未だ敵対する椎名氏・神保氏・一向一揆を撃破。これにより、ほぼ越中の平定を達成した。これ以降謙信は、関東の北条氏政の動向を牽制しつつ、引き続き加賀・能登へ西進して京への上洛を目指していく。一方の加賀・越中一向一揆は、後に謙信に従うことで和睦し、以降は織田信長を共通の敵とするようになる。尻垂坂の戦いで一揆勢の総大将を務めた杉浦玄任は、加賀へ帰国した後、国主・朝倉義景が織田信長により敗死に追い込まれたため国主不在となった越前へ転戦。天正2年（1574年）、顕如の要請に従い、朝倉氏旧臣を討伐して越前を制圧。大野郡司として亥山城（現・大野市）城主となり、顕如に越前守護として派遣された下間頼照等と共に、越前一向一揆を起こした。